# Ricardo Navarro
Ricardo Navarro (Guadalajara, Jalisco, México, 2 de octubre de 1985.) Es un futbolista mexicano del Club Necaxa.

## Trayectoria
Debutó con los Jaguares de Chiapas en el Clausura 2006, para el siguiente torneo pasa al Necaxa. Además militó en los Petroleros de Salamanca de la Primera 'A'.